# 中海
中海（なかうみ、なかのうみ）は、島根県松江市・安来市と鳥取県境港市・米子市にまたがる湖。日本海に開いた湾の入り口が、砂州によって塞がれてできた湖（潟湖）で、東は境水道を通じて日本海（美保湾）と、西は大橋川を通じて宍道湖と繋がる、一級水系斐伊川の本流の一部である。宍道湖と中海は日本では数少ない連結汽水湖となっている。
湖沼水質保全特別措置法指定湖沼。「ちゅうかい」とも呼称されており、地元企業にはこの呼称を採用している企業もある（代表例：ケーブルテレビ局の中海テレビ放送）。また、米子市では錦海（きんかい）と呼ぶこともある。

## 地理
島根県の東部と鳥取県の西部にまたがって位置する。弓ヶ浜半島と島根半島に囲まれている湖で、面積では日本で5番目に大きい（日本の湖沼の面積順の一覧参照）。なお、最大深度は17.1メートルとされていたが、国土地理院の再調査により2024年（令和6年）に18.4メートルに改定された。この最深部は1960年代から70年代の干拓事業（後述）の工事の際に拡幅された場所で、人工的に深くなったものとみられている。
河川整備計画等では宍道湖合流点より上流側の区間を斐伊川本川と称しているが、斐伊川本川下流部から境水道まではほぼ水位差がなく中海も潮位の影響を受けている。海水の約1/2の平均塩分濃度を持った汽水湖であり、ヤマトシジミなどが生息し、海水魚、淡水魚とも同じ場所に生息している。
斐伊川は水防警報河川であり、中海は水位周知河川に指定され避難判断水位の情報提供などが行われる。
湖の中には松江市八束町に属する江島と大根島、安来市に属する亀島があり、江島と鳥取県境港市は江島大橋で結ばれている。
内陸港湾として、安来港や米子港がある。このほか沿岸には崎津漁港や馬渡漁港などの港湾施設がある。

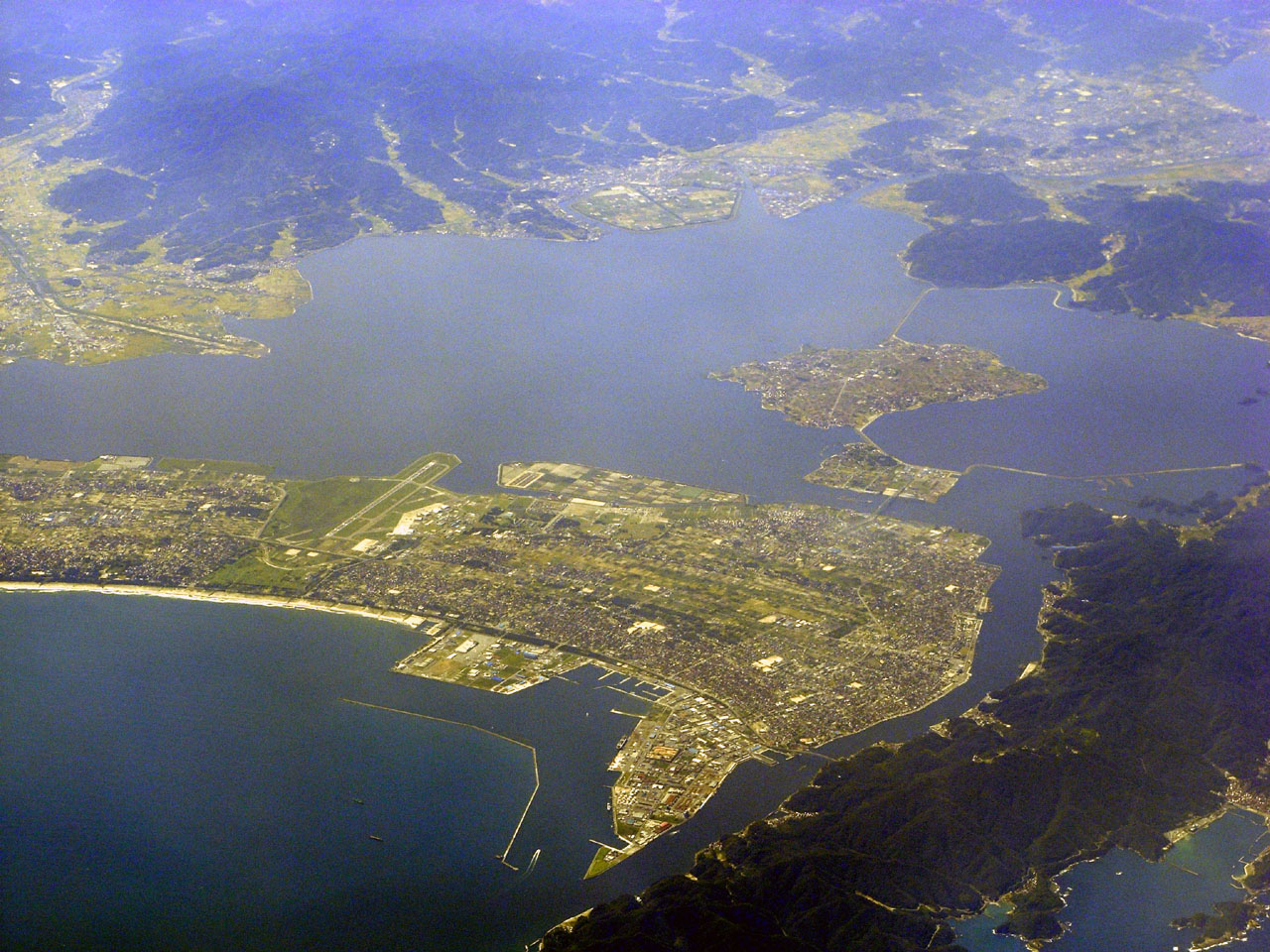
中海を日本海側から撮影した航空写真。写真最奥が松江市街。その手前が中海で、奥の島が大根島で手前の島が江島。写真左は安来市街。中海より手前が弓ヶ浜半島で、左の滑走路が美保飛行場（米子空港）、その右の市街地は境港市。更に右に境水道があり、一番右が島根半島になる（このページ右上の衛星写真の地形を北東から見ている）。

## 生態系
上述の通り、中海は汽水湖であるため、淡水性と海水性の生物の両方が生育・生息することができる特異な地域である。また、これらを餌とする多くの鳥類が生息・飛来する。特にホシハジロ、キンクロハジロ、スズガモなどのガン・カモ類は毎年75,000羽以上が飛来し、コハクチョウは毎年1,000羽以上が渡り、日本の集団渡来地の南限にあたる。このため1974年（昭和49年）11月1日に国指定中海鳥獣保護区（集団渡来地）に指定された（面積8,724ha、うち特別保護地区 8,043 ha）。また、2005年（平成17年）11月8日には、ラムサール条約に登録された。
分布する甲殻類も多様で、少なくとも160種以上が記録されている。

## 利用
隣接する宍道湖と同様に漁業が行われており、1950年代にはアカガイ（サルボウ）などを中心に宍道湖の数倍もの漁獲高をあげていたとされる。しかし、その後漁獲量は漸減し、現在では日本最大のシジミ（ヤマトシジミ）の産地である宍道湖とは対照的に、スズキなどの魚類を中心に 300 - 400t 程度の漁獲量である。
また、米子水鳥公園や白鳥海岸などがバードウォッチングの場となっているほか、夏から秋にかけては、ウィンドサーフィンや水上スキーなどのスポーツや釣りなどのレクリエーションの場としても利用されている。
このほか中海・宍道湖レガッタや米子市民レガッタが開催される。

## 歴史

中海の形成過程

約7000年前の縄文時代の海進により、古中海湾が形成され、現在の中海の原型が形作られたと考えられている。この頃はまだ古宍道湾（現在の宍道湖）とは繋がっていなかったが、斐伊川の堆積砂によって古宍道湾の入り口が塞がると、宍道湖の水は古中海湾へと流れるようになった。山間部から古中海湾沿岸にかけて縄文集落（堀田上遺跡など）が現れる。宍道湖湾沿岸に縄文人が出現する（菱根遺跡）。
約2400年前（弥生時代）になると、砂の堆積と海水面の低下によって古中海湾の入り口に弓ヶ浜砂州が出現し、潟湖としての古中海が形成される。その後8世紀（奈良時代）には再び海水面が上昇し砂州は水没。中海は湾へと戻り『出雲国風土記』には「飫宇の入海（おうのいりうみ）」として記述され、『万葉集』では安来の湊を「於保の浦」として記述されている。「錦ヶ浦」などと呼ばれることもあった。なお、弓ヶ浜はこのころ「夜見嶋（よみしま）」とよばれる島になっていた。
その後、平安時代以降に土砂の堆積や小氷期による海面の下降によって再び、夜見嶋が陸繋砂州となり、中海が形成されたと考えられている。特に、たたら製鉄による鉄穴流しといわれる砂鉄の採取は、河川を通じた弓ヶ浜の土砂堆積に影響したと考えられており、江戸時代にそのピークを迎えている。
一方、江戸時代の中海では肥料用の藻草が獲られていたが、明治時代中期に入りアカガイの養殖技術が確立すると、アカガイは中海の特産物として養殖が盛んに行われるようになった。しかし、昭和初期ごろからの赤潮の発生によってアカガイ養殖は徐々に困難になり、1980年代にはアカガイはほとんど漁獲できなくなる。
一方、中海では干拓や淡水化が計画されて事業が行われてきたが、2000年に干拓事業の中止、2002年には淡水化事業が中止されている（後述）。
2000年の鳥取県西部地震では湖岸堤の堤体沈下を生じる被害が生じた。
2002年からは、中海の浄化と街づくりの推進を目指す「中海再生プロジェクト」が実施されている。このプロジェクトは前述の中海テレビが主導している。

### 干拓・淡水化事業
中海の大規模干拓および淡水化は、「昭和の国引き」と言われ、1954年6月に島根県が計画を発表し1963年4月に事業が開始された『国営中海土地改良事業』に端を発する。計画は干拓によって、農地等約2230haを造成し、その干拓地と沿岸周辺農地約7300ha分の農業用水確保を目的に中海を淡水化するというものだった。
その後1968年から本格的に工事が始まるものの、1971年から減反政策が本格的に着手され1984年に水田造成から畑地造成へと計画の変更を余儀なくされる。
一方、1980年には本庄工区（後に干拓の是非をめぐって争点となる）の堤防（森山堤防）が完成するものの、水質汚染や環境破壊を懸念した反対運動が起こり、淡水化の影響を受ける宍道湖の漁業者も淡水化反対へと回った。その結果、1988年5月に、島根県と鳥取県が農林水産省に淡水化施行の延期を申し入れ、9月に延期に伴う中海干拓協定に調印。本庄工区の干拓は先送りされた。
その後も1989年には揖屋工区、安来工区、弓浜工区が、1993年には彦名工区の干拓が完成するものの干拓計画の大部分（1689ha）を占める本庄工区は先送りされ続けた。
最終的に2000年に入り、全国的な「公共事業見直し」の機運の中で4月に農林水産省中国四国農政局が「社会状況が変化」と全面干拓見直し方針を示し、7月に島根県が財政圧迫などを理由に事業を凍結、8月には農林水産省が本庄工区の干拓中止を決定した。
その後、農林水産省は2002年に永らく凍結状態であった淡水化事業の中止を決定。2005年には事業計画の変更や廃止の手続きが完了し、干拓地の農業用水確保対策や施設処分などに着手した。中浦水門（1974年整備）などの撤去が開始され、2009年3月に中浦水門の撤去は完了した。
現在はジャンボニンニクやネギの生産が行われている。

### 高潮被害
2003年9月の高潮では既往最高水位となり米子市や松江市で浸水被害を生じた。2002年9月、2004年8月、2004年9月にも高潮等による浸水被害を生じた。そのため、治水計画として、尾原ダムや志津見ダムの建設、斐伊川本川から神戸川に分流する斐伊川放水路の整備、大橋川の改修と宍道湖や中海湖岸堤の整備が実施されている。